# 西久保豊一郎
西久保 豊一郎（にしくぼ とよいちろう、明治2年12月6日〈1870年1月7日〉 - 明治38年〈1905年〉7月12日）は、日本の陸軍軍人。階級は陸軍歩兵少佐。栄典は正六位勲四等功四級。
歩兵第50連隊第1大隊長、後備歩兵第29連隊大隊長等を務め日露戦争で勇戦、樺太の戦いに於いて戦死を遂げた。

## 生涯

### 生い立ち
三重県警部長従七位の西久保紀林の子として肥前国佐賀郡鍋島村八戸（現佐賀市）に生まれる。兄は西久保弘道。明治7年、父に従い東京へ移住。明治8年8月から東京芝区巴町の第一番小学鞆絵学校（後の港区立鞆絵小学校。平成3年3月閉校し現在は港区立御成門小学校）に入校する。明治10年10月に佐賀の日新小学校に転校。明治12年4月には再び父の転勤の為三重県津市養正小学校に転校する。明治16年8月三重県津中学校（現・三重県立津高等学校）に進学する。明治19年2月24日の中学校第四級卒業まで、小学・中学通算8回の優等賞を受ける。

### 士官学校入学
明治19年8月25日から陸軍士官学校幼年生徒として入校し、翌年9月には学科優等の成績を修め被服食料官給せらる。明治21年7月には舎長を命ぜられる。明治22年7月6日陸軍幼年学校を卒業し、同日付で士官候補生となり歩兵第1連隊に入営する。明治23年1月から士官学校に入校し、明治23年7月30日卒業。同日歩兵第1連隊に帰隊し見習士官を命ぜられる。士官候補生第2期である西久保の同期には台湾軍司令官菅野尚一大将、朝鮮軍司令官森岡守成大将、陸軍技術本部長鈴木孝雄大将らがいる。

### 日清戦争を勇戦
明治25年3月2日に陸軍歩兵少尉に任官し、歩兵第1連隊附を命ぜられ第4中隊に配属される。同年7月6日に正八位に叙される。西久保の優秀な勤務態度から作業の点検を歩兵第1旅団長の乃木希典少将が直々に行われるという栄誉に与る。明治27年8月30日をもって清国との国交は断絶され戦時体制に入り、西久保も翌9月24日から出征する。第2軍隷下に編入され東京を発ち10月16日宇品港より出港、10月24日清国花園口に上陸する。石拉子高地の戦闘に参加し金州城を攻略、11月21日に旅順付近の戦闘に参加し翌日には饅頭山の砲台を占領する。金州・普蘭店・熊岳城を経て明治28年1月10日蓋平城を攻略、2月24日小平山の戦闘に参加し3月6日には営口を攻撃する。4月17日に平和克復となり5月22日大連港より東京に渡り6月9日復員する。この間所属が第2中隊、第1中隊と変わり、歩兵中尉に進級した。明治28年6月25日第1師管軍法会議判士を命ぜられ、同年10月12日勲六等単光旭日章を受章、年金70円を下賜される。

### 台湾・東京・大村
日清戦争から凱旋した西久保は、明治29年3月12日台湾守備歩兵第1連隊附を命ぜられ、同20日に第9中隊に配属される。4月4日に現地に就くが、同日台湾守備第12中隊付に変わる。同年7月25日に大隊副官代理を拝命し、8月27日から花蓮港の守備にあたる。同9月11日に東京の歩兵第1連隊附を命ぜられ、10月26日東京に着く。第5中隊に配属された後、再び第1師管軍法会議判士を命ぜられる。明治30年9月には予備役見習士官終末試験委員を経験し、同10月25日大村の歩兵第46連隊附を命ぜられる。同12月に歩兵大尉に進級し、第6中隊長に就任。動員計画委員・教育規定改正委員・選科国語漢文教官を経て明治34年8月10日射撃学生として陸軍戸山学校入校を命ぜられ、同12月24日終業する。この間明治32年4月6日に同郷の佐賀県士族石井忠男の長女秀（ヒデ）と結婚し、翌年7月8日には長男豊成が生まれる。明治35年1月27日に歩兵第46連隊副官を命ぜられ、第6師団乗馬委員や大村に於ける将校乗馬委員を経験する。

### 二度の戦傷
明治37年2月10日に日露開戦の詔勅が下る。西久保も連隊副官として従軍が決まり、同16日出発する。2月18日に長崎より乗船し同22日韓国・仁川に到着、京城に至る。3月高陽・開城・金川・瑞興・鳳山・黄州を経て平壌に着き、4月には安州・嘉山・定州に前進する。4月29日義州上流より鴨緑江を徒渉し石城より大楼房に敵を追撃、蛤蟆塔の辺りで遂に撃退する。6月より先進部隊となり太子山に進み、崔家房を占領する。7月18日細川沿橋頭の戦闘では伝令を務めたが、この時榴霰弾の破裂によって臀部及び脚部を負傷、内地後送される。8月16日小倉北方予備病院に入院治療、9月9日には少癒退院し歩兵第46連隊附を命ぜられ、大村に向かう。9月12日、少佐に進級し後備歩兵第29連隊大隊長を仰せ付けられると再び戦地へ向い、10月5日ダルニーを経て遼陽付近に屯在の部隊に合流する。指揮官として前線に立った西久保は10月13日焼達連勾東方高地を占領、10月26日には歪頭山南部高地に突撃する。しかし、この戦闘に於いて頭部に重傷を負い再び内地後送される。

### 樺太攻略
負傷した西久保が後送されたのは仙台予備病院で、入院中の明治38年1月14日皇后の慰問使が来院する。同29日に退院し、歩兵第2連隊補充大隊附を命ぜられる。4月2日に歩兵第50連隊第1大隊長を仰せ付けられ、東京に赴く。大隊長として今度は樺太進出の命を受ける。7月3日に青森港を発ち、同7日樺太のメレヤ村に上陸する。サウェナパチに露営し翌日午前3時半からコルサコフに向う。10日午前6時から北進してホムトフカに至りここで露営す。翌日は午前4時半より出発しフリゲネーに至り、この地を占領する。偵察によってダリネエー北の森林中に敵兵数百を発見、ここで露営し翌12日午前3時40分部隊を展開し、7時40分進撃を開始し敵前100メートルまで迫る。敵の機関砲射撃を受ける中敵陣地を占領する。しかし、この戦闘に於いて西久保は敵弾が咽喉動脈を貫通し即死する。日露戦争の数々の戦功に依り同日付で正六位勲四等旭日小綬章、功四級金鵄勲章を受章し年金500円を賜る。
後年、西久保の功績を称え在樺太の西久保神社・追分神社・女麗神社及び樺太護国神社にて祀られ、また西久保の占領したダリネエーを西久保村と名付けた。西久保村は後に町村制の施行によって豊原村に編入され字軍川と改称される。西久保の地名はその後樺太庁鉄道豊真線の西久保駅として名を残し、豊原が町制を施行すると豊原町西久保として復活する。

## 軍歴
- 明治25年3月21日：任陸軍歩兵少尉・歩兵第1連隊附
- 明治25年7月6日：叙正八位[1]
- 明治25年11月14日：任陸軍歩兵中尉
- 明治28年2月28日：叙従七位
- 明治28年6月25日：第一師管軍法会議判士
- 明治28年10月12日：明治二十七八年日清戦役の功に依り勲六等単光旭日章を受章し、年金70円を賜う
- 明治28年11月18日：明治二十七八年従軍記章を賜う
- 明治29年3月6日：伊太利国王冠第五等勲章を受領
- 明治29年3月12日：台湾守備歩兵第1連隊附
- 明治29年8月27日：歩兵第1連隊附
- 明治29年11月24日：第一師管軍法会議判士
- 明治30年2月23日：一等給下賜
- 明治30年12月6日：任陸軍歩兵大尉・歩兵第46連隊中隊長
- 明治30年12月24日：叙正七位
- 明治34年7月12日：一等給下賜
- 明治34年11月30日：勲五等瑞宝章受章
- 明治35年1月27日：歩兵第46連隊副官
- 明治36年3月30日：叙従六位
- 明治37年9月12日：任陸軍歩兵少佐・後備歩兵第29連隊大隊長仰付
- 明治37年12月8日：御下賜金を賜う
- 明治38年1月29日：歩兵第2連隊補充大隊附
- 明治38年4月2日：歩兵第50連隊第1大隊長仰付
- 明治38年7月12日：戦死・叙正六位、勲四等旭日小綬章、功四級金鵄勲章を受章し年金500円を賜う。

## 親族
- 父 : 西久保紀林 - 三重県郡長・警部長を務め、従七位に叙される。
- 兄 : 西久保弘道 - 福島県知事、北海道庁長官、警視総監、貴族院議員、東京市長を歴任。
- 長男 : 西久保豊成 - 陸軍歩兵少尉従七位、内務官僚。